# Peter Fernandez

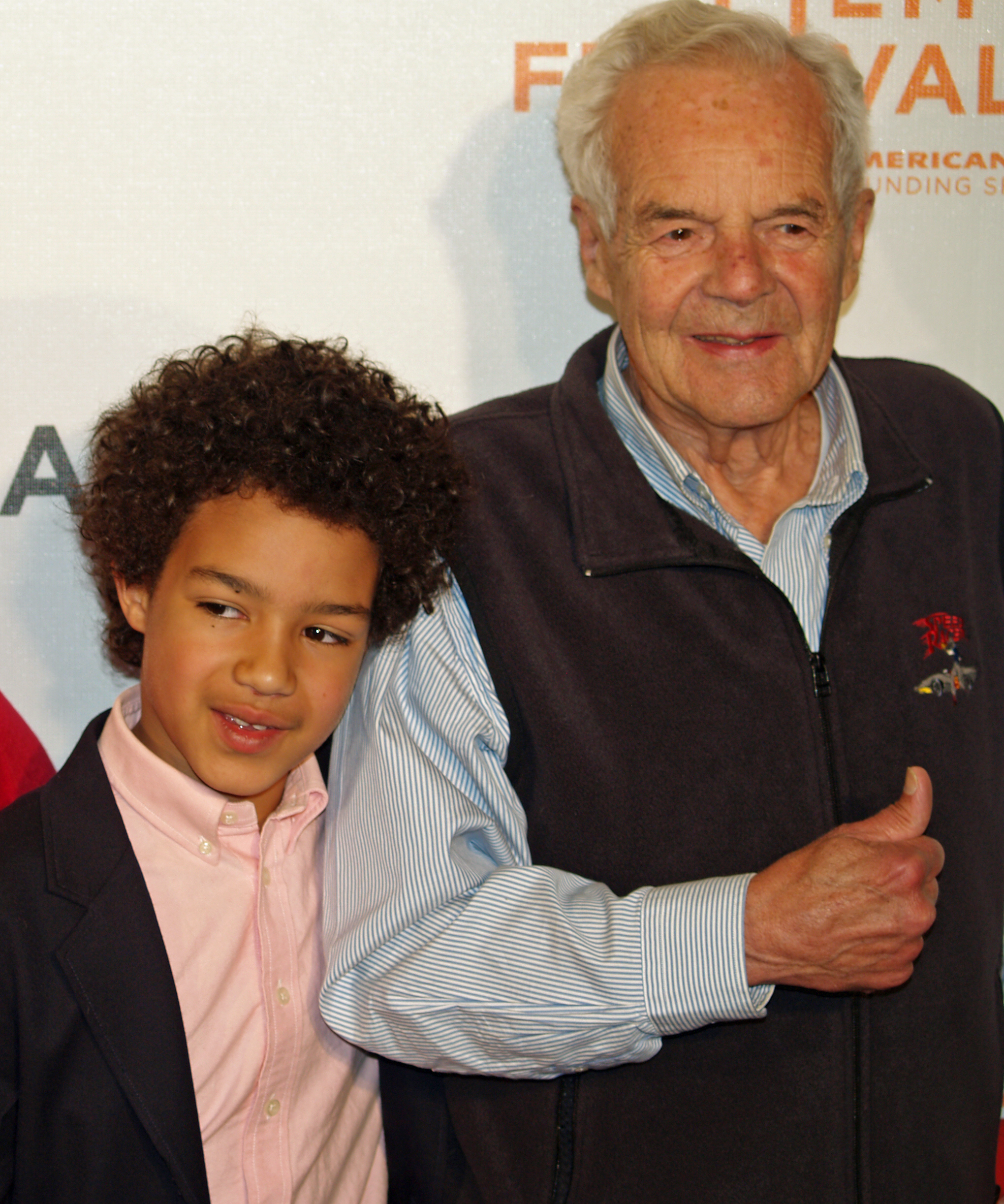
Peter Fernandez (till höger) med sin sonson i Tribeca Film Festival år 2008.

Peter Fernandez, född 29 januari 1927, död 15 juli 2010, var en amerikansk skådespelare, röstskådespelare och regissör. Han var troligen mest känd för att ha gjort röster i Speed Racer där han även sjöng temat år 1967. Han var också med i Kurage, den hariga hunden där han bland annat gjorde rösten åt Roboten Robert (Robot Randy), Det magiska Trädet och Benton Tarantella. Fernandez avled i lungcancer i sitt hem 15 juli 2010.